# Zespół Hallermanna-Streiffa
Zespół Hallermanna i Streiffa (ang. Hallermann-Streiff syndrome, HSS) – rzadki zespół wad wrodzonych, na którego obraz kliniczny składają się krótkogłowie z uwypukleniem okolicy czołowej i skroniowej, mikroftalmia, zaćma wrodzona, mikrostomia, dziobiasty nos ("ściśnięty") i hipoplazja żuchwy. Występują liczne zęby nadliczbowe. Pacjenci z zespołem Hallermanna-Streiffa są niscy i wykazują nieprawidłowo skąpe owłosienie ciała (hypotrichosis). Zespół opisali niezależnie od siebie niemiecki okulista Wilhelm Hallermann w 1948 roku i dwa lata później szwajcarski okulista Enrico Bernardo Streiff. Jules François w pracy przeglądowej z 1958 roku przedstawił 22 przypadki zespołu i w 1982 roku ponad 150, stąd spotyka się też określenie zespołu Hallermanna-Streiffa-François.